# 2:22 - La rapina ha inizio
2.22 - La rapina ha inizio (2:22) è un film del 2008 scritto e diretto da Phillip Guzman.

## Trama
Per la notte di Capodanno, mentre tutta la città di Montreal è sommersa dalla neve, Gulliver Mercer ha convinto gli altri tre componenti della sua banda criminale a rapinare un prestigioso hotel a cinque stelle. L'obiettivo è recuperare i diamanti custoditi nelle cassette di sicurezza dell'albergo per poi rivenderli al boss Maz, che li riciclerà sul mercato nero. Durante il colpo qualcosa non va come previsto e il gruppo si imbatte in Curtis, un ospite dell'albergo molto deciso a riprendersi ciò che è suo.

## Produzione
Le riprese sono state effettuate a Toronto (Ontario, Canada) e a San Antonio (Texas).
Val Kilmer ha recitato nella pellicola percependo un compenso più modesto rispetto ai suoi standard, come favore professionale ad un amico all'interno della produzione.

## Distribuzione
Il film è stato distribuito nelle sale cinematografiche statunitensi nell'autunno del 2008: la prima proiezione è avvenuta a Hollywood il 24 settembre 2008; il film è stato presentato al Santa Fe Film Festival il 4 dicembre dello stesso anno. Non distribuito nelle sale, in Italia il film esce il 21 dicembre 2010 per il mercato dell'home video.